# Музей Імхотепа
Музей Імхотепа — музей, розташований в Саккарі, біля комплексу некрополя, неподалік від Мемфіса в Єгипті.

## Історія музею
Музей, який був названий на честь давньоєгипетського зодчого Імхотепа, відкрили 26 квітня 2006 Сюзанна Мубарак і Бернадетт Ширак. Імхотепа вважають першим єгипетським архітектором, який побудував кам'яну монументальну споруду — ступінчасту піраміду Джосера, яка розташована в Саккарі.
Побудований як частина стратегічної програми Вищої ради зі старовини, музей Імхотепа добре кондиційований і забезпечує більшу безпеку експонатам, ніж традиційні музейні зали, які розташовані в місцях археологічних розкопок. У музеї експонати легше захистити від крадіжки, вони зберігаються в сприятливих умовах клімат-контролем.
Проєкт музею в Саккарі був представлений в 1990, але будівництво розпочалося тільки після 1997 року після того, як влада визначила придатне місце на плато, де музей міг би розташуватися ненав'язливо і не порушуючи природний ландшафт. Будівництво завершили в 2003 році.

## Експозиція

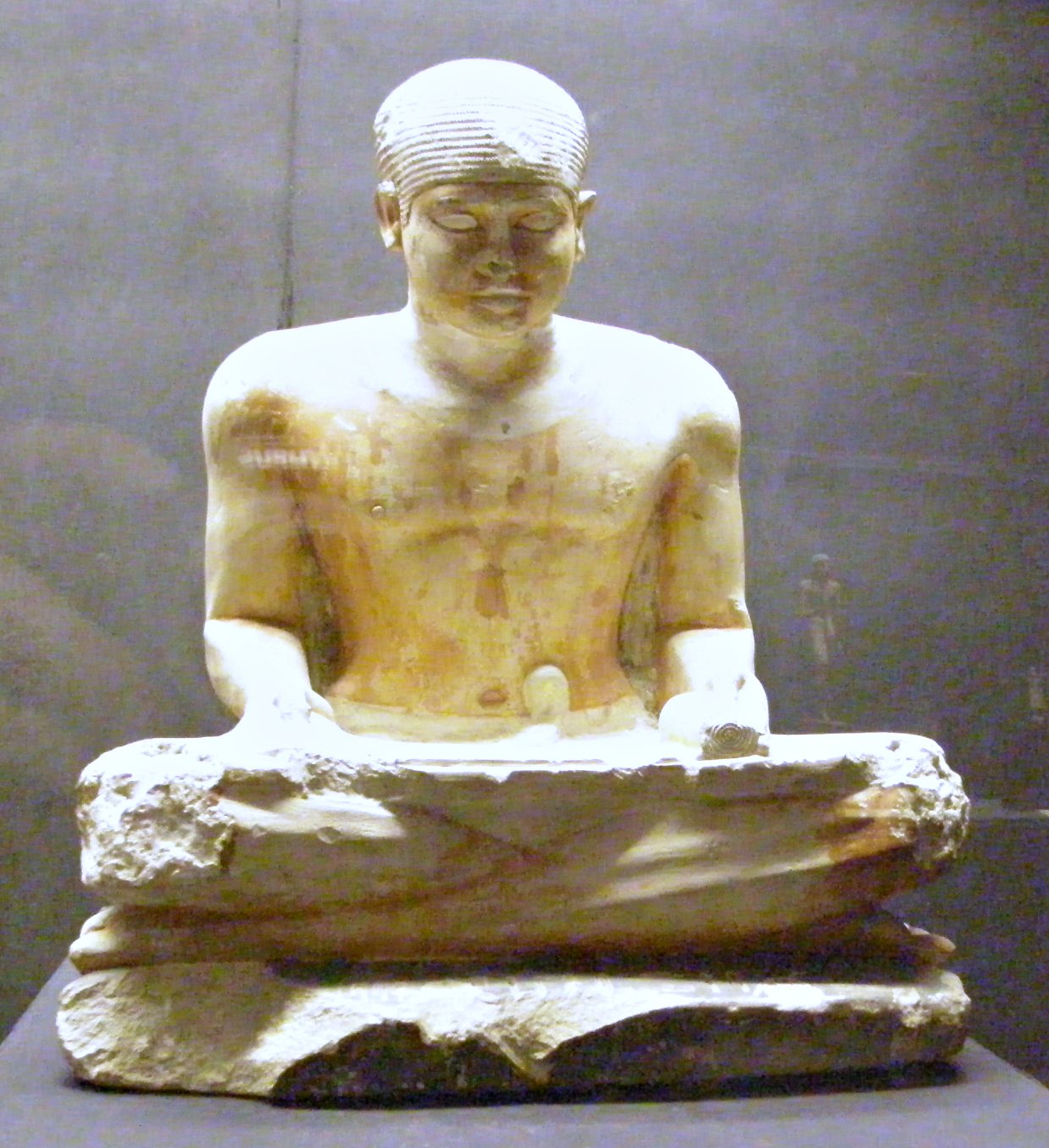
Музей Імхотепа, статуя переписувача, V династія

Музей має шість великих залів, які містять експонати з Саккари, такі як греко-римська мумія, яку відкрив Захі Хавас під час розкопок комплексу пірамід Теті, і велика подвійна статуя, яку знайшли поряд з дамбою комплексу Унас. Статуя зображує верховного жерця Аменемопета і його дружину (XIX династія).
У вітальні музею, відвідувачі знайомляться з фрагментом статуї Джосера, на якому можна прочитати ім'я фараона і архітектора Імхотепа. Цю знахідку надав тимчасово Єгипетський музей в Каїрі й вона була виставлена тільки в перші місяці роботи музею.
Другий зал демонструє археологічні знахідки з різних розкопок на плато Саккара. Артефакти у цій виставці будуть обертатися.
Третій зал присвячений єгипетському мистецтву, і містить судини, статуї, і стели з дерева та каменю, а також стародавні інструменти, які використовувались для створення пам'ятників.
Четвертий зал демонструє архітектурні елементи з ступінчастої піраміди Джосера, такі як колони і зелені і сині фаянсові настінні плитки, які прикрашають камери під пірамідою. Статуетка Імхотепа також перебуває в цій кімнаті.
П'ятий зал демонструє артефакти, які використовували в похованнях від VI династії до Нового царства.
Галерея, присвячена французькому єгиптологу Жану-Філіпу Лауеру, показує деякі з його особистих речей та фотографій з робіт на плато. Лауер почав працювати в комплексі Джосера в 1920 році і продовжував працювати там до кінця своєї кар'єри (близько 75 років).